# تينبو تسوهو
تينبو تسوهو ( اليابانية: 天保通宝 . ; كيوجيتاي :天保通寳أو天保通寶) كانت عملة من فترة إيدو بقيمة اسمية 100 مون ، صُنعت في الأصل في السنة السادسة من عصر تينبو (1835).   يقرأ وجه العملة "تينبو" (天保) في إشارة إلى العصر الذي صُممت فيه هذه العملة، و"تسوهو" (通寳) والتي تعني "الكنز المتداول" أو العملة .  كاو هي عملة غوتو سانيمون،  أحد أفراد عائلة غوتو (後藤家) في دار سك العملة في كينزا ، من نسل غوتو شوزابورو ميتسوتسوغو، وهو عامل معادن ونقاش من كيوتو عينه الشوغون توكوغاوا إياسو في عام 1600 للإشراف على دار سك العملة في إيدو التابعة لشوغونيته والإشراف على سكها .    أُنتجت جميع العملات الأصلية ‏ في إيدو ( طوكيو حاليًا) قبل إرسالها إلى دور سك أخرى حيث كانت تُوضع علامة دار السك ( shirushi ،印) على حافة العملة. استمر تداول العملة لمدة 40 عامًا، وتوقف إنتاجها خلال فترة إصلاح ميجي بعد إدخال الين الياباني .

## تاريخ

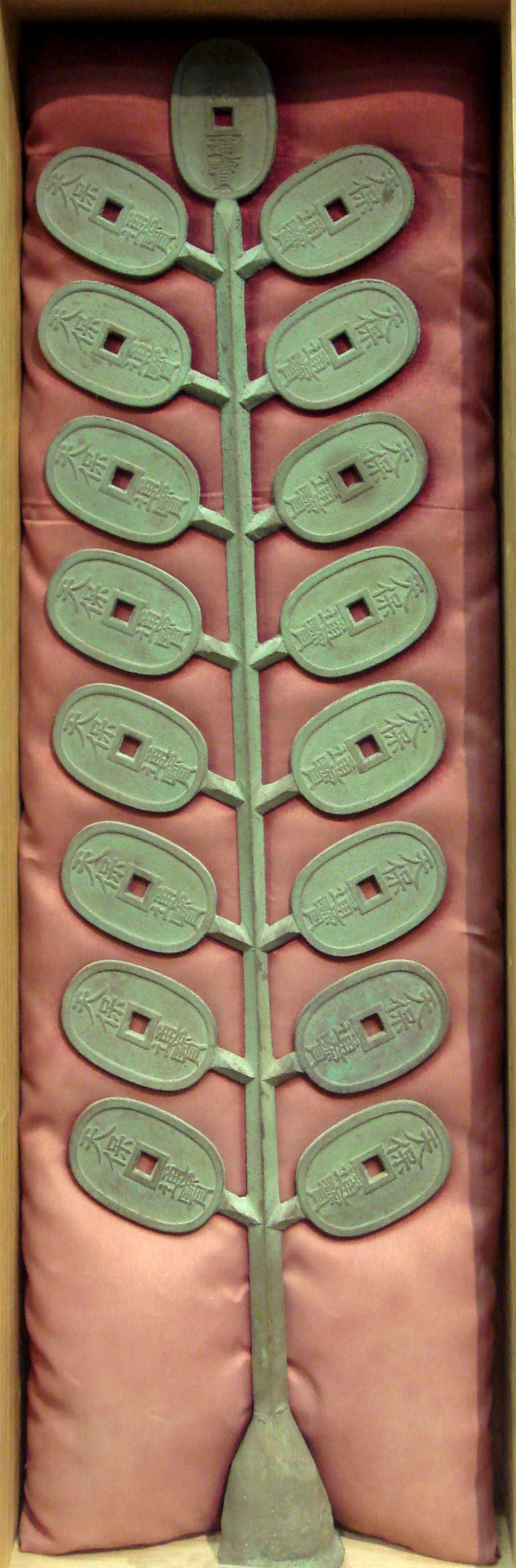
"إيداسن" مصنوعة من عملات تينبو تسوهو.

ظهرت عملة تينبو تسوهو بعد حوالي قرن من تقديم هوي تسوهو (Kyūjitai : 寳永通寳) ؛ Shinjitai : 宝永通宝) خلال السنة الخامسة من عصر هوي (1708)، والتي كانت قيمتها الاسمية 10 مون (بينما كانت تحتوي فقط على 3 أضعاف كمية النحاس الموجودة في عملة كاني تسوهو بقيمة 1 مون)، ولكن أوقِفَت بعد فترة وجيزة من بدء تداولها حيث لم تُقبل بقيمتها الاسمية.  
بدأت حكومة توكوغاوا في إصدار عملة 100 مون في عام 1835 كوسيلة لمكافحة عجزها المالي، ولكن بسبب انخفاض قيمة النحاس في فئة 100 مون ( مرات عملة كاني تسوهو بقيمة 1 مون)  مما أدى إلى تضخم مزمن في أسعار السلع الأساسية، وقد قارن المؤرخون الاقتصاديون هذا بالتضخم الناجم عن إدخال عملة 100 وين التي سكتها أسرة تشينغ بسبب تمرد تايبينغ في عام 1853، أو عملة 100 مون التي أصدرتها مملكة جوسون في عام 1866، وكلاهما صُك أيضًا لمكافحة عجز الحكومة. وعلى عكس عملة 100 وين الصينية التي توقف إنتاجها بعد عام واحد،  و100 مون الكورية التي أُنتِجَت لمدة 172 يومًا فقط،  استمر إنتاج Tتينبو تسوهو طوال فترة إيدو. وعلى الرغم من ذلك، كانت القيمة السوقية الفعلية لعملة تينبو تسوهو أقل بكثير من قيمتها الاسمية، وقدرت بنحو 80 مونًا فقط خلال نهاية عهد باكوماتسو في عام 1869، في حين أصبحت العملة المعدنية فئة المون الأكثر تداولًا؛ حيث تمثل 65% من جميع المون المتداولة في ذلك الوقت. 
بين عامي 1835 و1870 تم إنتاج ما مجموعه 484,804,054 عملة تينبو تسوهو . 

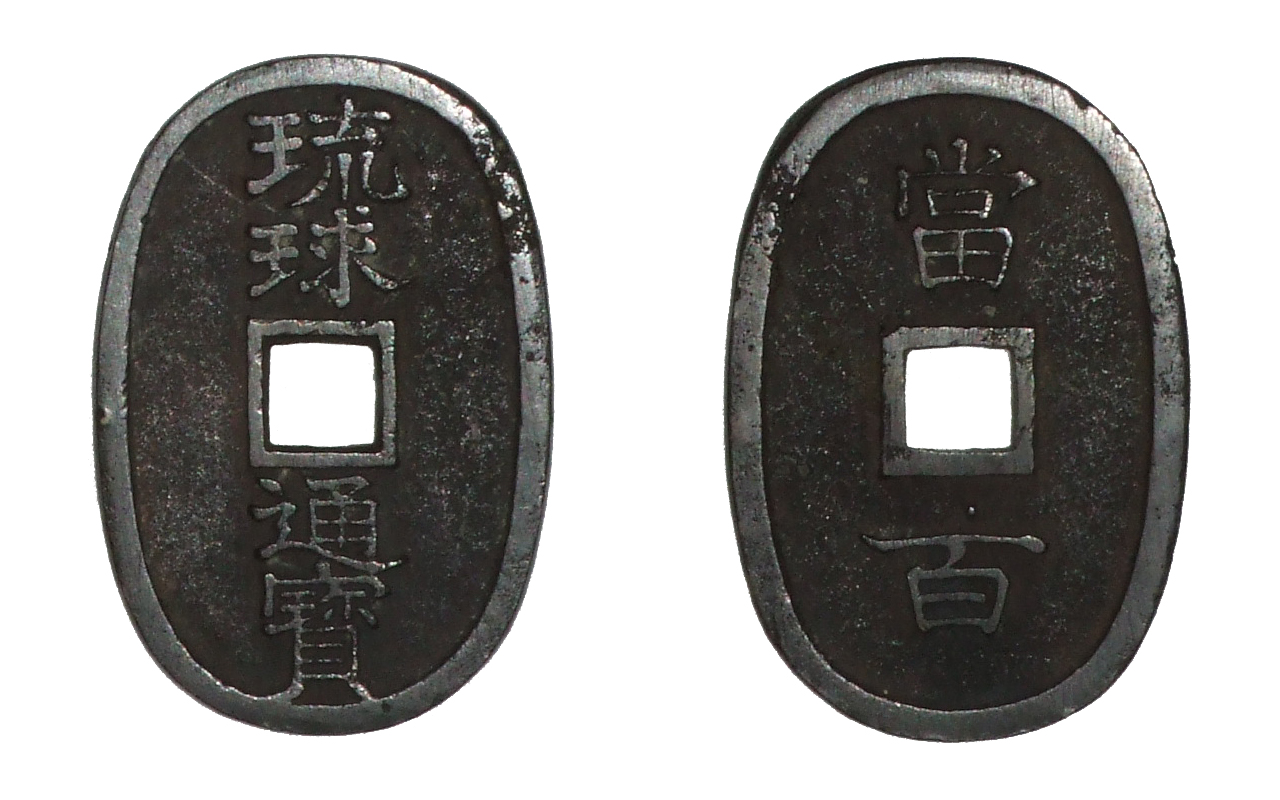
ريوكيو تسوهو (كيوجيتاي : 琉球通寳) ; Shinjitai : 琉球通宝) من فئة 100 مليون، عملة مصممة لتبدو مثل تينبو تسوهو.

ابتداءً من عام ١٨٦٢، سُكّت عملة مماثلة بقيمة اسمية قدرها ١٠٠ مون، مستوحاة من عملة تينبو تسوهو ، في مقاطعة ساتسوما في عهد الدايميو شيمازو نارياكيرا ‏ (بذريعة إنتاج عملة لمملكة ريوكيو )، وذلك لسد عجز المقاطعة. وقد أثبت هذا نجاحه، وبدأت عملة ساتسوما بالتداول في جميع أنحاء اليابان أيضًا.   

## عملات معدنية مقلدة من غليكو كراميل بوكس
في خمسينيات القرن العشرين، ازدادت شعبية جمع العملات المعدنية في اليابان، مما دفع شركة إيزاكي جليكو إلى توزيع عملات تينبو تسوهو كجوائز للأطفال الذين يجمعون نقاطًا يمكن تجميعها من شراء علب الكراميل من إيزاكي جليكو. ونظرًا لنفاد عملات تينبو تسوهو الأصلية من إيزاكي جليكو، بدأوا في إنتاج عملات تينبو تسوهو مزيفة شبه مطابقة لتلبية الطلب. وتتميز هذه العملات المقلدة بنقوش أعمق على ظهرها. وتُعد هذه العملات التي تنتجها شركة جليكو أعلى قيمة من عملات تينبو تسوهو الأصلية نظرًا لندرتها. 

## جمع العملات
تعتبر عملات تينبو تسوهو من العملات الثمينة في مجتمع علم العملات، ولكن نظرًا لوجود أكثر من عشرين نوعًا مختلفًا، فإن سعر كل عملة لا يعتمد فقط على جودة العملة الفردية ولكن على عوامل أخرى مختلفة مثل علامات النسك ‏ والعصر، ويتراوح من 1250 ين (أو حوالي 12 دولارًا ) إلى 300000 ين (أو حوالي 2800 دولار)،  على الرغم من أن المزيد من العملات البالية تباع بما يصل إلى 4 دولارات. 

## أنظر أيضاً
- مذكرة كنز تشينغ العظيم
- التاريخ الاقتصادي لليابان #فترة إيدو
- دانغبايكجيون
- العملة اليابانية
- وادوكايتشين
- تو دوك باو ساو

## روابط خارجية
- 【会津藩銭】- معلومات تفصيلية حول متغيرات Tenpō Tsūhō (باللغة اليابانية)
- دليل الأسعار لخبراء العملات